# Cyclophora subpunctaria
Cyclophora subpunctaria là một loài bướm đêm trong họ Geometridae.